# Dawsonville (Maryland)
Dawsonville é uma comunidade não incorporada no Condado de Montgomery, Maryland, Estados Unidos.